# Cross channeling
Binnen de logistiek wordt onder een distributiekanaal elke wijze verstaan waarlangs leveranciers en afnemers kunnen worden geleverd en via welke leveranciers en afnemers met elkaar kunnen communiceren. Voorbeelden zijn: een supermarkt, een bezoek aan huis van een adviseur, een telefoongesprek, een brief, een e-mail, een SMS-bericht, surfen op het web, chatten, et cetera. 
Vroeger maakten bedrijven vooral gebruik van een enkel distributiekanaal; de kruidenier had een winkel en de colporteur kwam aan de deur. Met de opkomst van het call center en het internet zijn bedrijven steeds meer distributiekanalen naast elkaar gaan gebruiken en gingen daarmee van één distributiekanaal (Monochannel) naar meer kanalen (Multichannel-distributie).
Daar waar Multichanneling gefocust is op los van elkaar opererende kanalen, is Cross channeling gericht op de meerwaarde van samenwerkende distributiekanalen. Een klant kan immers bij hetzelfde bedrijf een winkel bezoeken, het call center bellen of surfen naar de website van dat bedrijf en verwacht vervolgens dat die distributiekanalen gegevens uitwisselen en met elkaar samenwerken. Cross channeling is een vorm van distributie waar de klant centraal staat en zelf kiest via welke distributiekanaal of -kanalen hij producten cq. diensten afneemt of wil communiceren. Cross channeling is een logische ontwikkeling die bedrijven doormaken als ze gebruikmaken van verschillende distributiekanalen.